# Commanderie de Marcenais
La commanderie de Marcenais, dite aussi église Notre-Dame , se situe dans la commune de Marcenais, dans le département français de la Gironde. Elle est inscrite à l'inventaire supplémentaire des monuments historiques par arrêté du 6 janvier 1927.

## Présentation
L'église Notre-Dame à Marcenais est l'unique vestige d'une commanderie templière établie à la fin du XIIe siècle. Il ne reste pas de trace visible de la commanderie hormis la chapelle. Elle fut fortifiée au XVIe siècle par les Hospitaliers par l'ajout d'échauguettes  et au XVIIIe siècle par la surélévation des murs pour ménager au-dessus de la voûte un refuge, ce qui a fortement modifié son aspect et lui confère une certaine originalité. 

### Localisation
Marcenais est situé en Haute-Gironde. Bordée à l'est par la Saye, la commune est confrontée au sud au pays du Fronsadais et à l'ouest au pays du Cubzaguais. Elle s'étend aujourd'hui sur 904 ha. C'est un plateau légèrement vallonné entre 34 et 41 mètres d'altitude, qui culmine au bourg où un petit groupement d'habitat entoure l'église. Son sol est composé de terres douces et de sables sur un sous-sol légèrement argileux d'une fertilité moyenne.

## Historique
Dans la vicomté de Fronsac, les Templiers possédaient une petite commanderie qui comprenait les seigneuries de Marcenais et de Queynac, ainsi que
d'autres établissements de moindre importance comme Magrigne, Larrivau et Chalauze.
Les plus anciennes chartes retrouvées dans les archives de l'ordre de Saint-Jean de Jérusalem remontent à l'an 1232, où Guillaume Erra, chevalier du Bourg, fit don du moulin de Peyrat implanté en bordure de la Saye, qui porte aujourd'hui le nom de moulin de Charlot, à la maison du Temple de Marcenais. Puis en 1250, Hélies Guilhem (ou Wilhelm) de la Villegorie (ou Villegouge, ou encore Villegoriges) fait à son tour don d'un moulin en amont sur la Saye, le moulin de Wielh (ou moulin Vieïlh) à Vinet .
La guerre de Cent Ans y avait fait des ravages et les bâtiments érigés par les Hospitaliers ont semble-t-il été ruinés à l'exception de la chapelle qui garde presque intactes les traces de sa construction templière. Aucune information n'est actuellement disponible sur cette période troublée à l'exception des « Quartières de l'Archevêché de Bordeaux » qui indiquent qu'en 1459 l'église n'était pas « encore relevée de ses ruines ».
Les commanderies du Sud-Ouest étaient principalement des établissements agricoles et se présentaient sous forme d'un quadrilatère incluant la résidence du commandeur, le logis pour les frères avec les réfectoires, les granges, les écuries, les celliers, les ateliers, un étang pour l'élevage du poisson, l'incontournable jardin médiéval…, clôturé au sud par la chapelle dédiée à Notre Dame. De cet ensemble, il ne reste aujourd'hui que la chapelle, devenue église paroissiale au début dix-neuvième siècle. Les dernières traces d'un « château » accolé au mur nord de l'église, remontent à 1626 où « l'on voyait encore le lieu où étaient les prisons dans le château et de vieilles murailles fortes et de bonnes pierres de taille et un petit jardin entouré de fossés avec une petite fontaine à l'intérieur… ».

## Précepteurs Templiers
| Nom du précepteur    | Dates       |
| -------------------- | ----------- |
| Raynaut              | vers 1232   |
| Wilhelm de Pairessac | 1250 - 1279 |

## Commandeurs hospitaliers
| Nom du commandeur   | Dates       |
| ------------------- | ----------- |
| Jean de Tortorel    | 1322 - 1340 |
| Soubiran de Rivalz  | 1340 - 1341 |
| Robert de Vilarès   | vers 1365   |
| Bernard Basquart    | 1379 - 1380 |
| Amanieu de Montbrun | 1415 - 1421 |
| Jacques de Pichon   | 1660        |

## Architecture
L'église est construite sur la base d'un double carré, selon le même plan que la chapelle du Temple de Bordeaux. L'église de Marcenais reprend donc le modèle de Bordeaux en ayant toutefois des dimensions légèrement inférieures : elle mesure 21 mètres de long sur 9 mètres de large, comprend une seule nef voutée en berceau ogival (elle s'élève à 14 mètres) et se termine à l'est par un chevet plat éclairé de trois baies (appelées triplet). Le portail roman comporte cinq voussures retombant sur des colonnes aux chapiteaux ornés d'entrelacs et de feuilles rabattues et perlées. Un décor peint s'étend au-dessus du portail, sur toute sa hauteur et de part et d'autre jusqu'aux contreforts latéraux. L'accès à la chaire est creusé dans l'épaisseur du mur qui mesure à cet endroit 1,40 mètre de large.
De l'extérieur, elle possède des contreforts faibles et une façade en pignon. On peut également apercevoir des modillons (petites sculptures) d'une part sous la corniche nord où l'on voit des têtes d'animaux et des ornements géométriques, et d'autre part sur le pignon où deux têtes humaines encadrent une tête de bélier. L'église est munie de deux cloches, une grosse de 250 kg refondue à Bordeaux en 1837, et une petite de 178 kg fondue en 1877 à Saint-Émilion et qui porte le nom de Marie-Louise. La plus grosse donne le « si » naturel tandis que la plus petite sonne le « ré ».
Elle fut fortifiée mais la date exacte des fortifications reste inconnue. Léon Dupuy avance que les contreforts et les surhaussements des murs résulteraient de l'ordonnance du parlement de Guyenne du 25 octobre 1621 rendant obligatoire la fortification des églises pour servir de défense aux habitants pendant les guerres de religion.
La façade occidentale est précédée d'un avant-porche (ou ballet) en pierre qui servait à protéger les fidèles des intempéries. La présence de corbeaux sur les murs latéraux, au nord et au sud, indique que des bâtiments (probablement légers) étaient accolés à l'église, d'où l'absence de fenêtre sur ces murs.
L'ancienne sacristie placée au chevet de l'église a été construite en 1671. Elle a fait l'objet de modifications lors d'une campagne de travaux intervenue en 1869, ses murs ayant été rabaissés pour permettre le réaménagement des fenêtres du triplet au chevet. À la fin du dix-neuvième siècle, à l'initiative du curé Émile Gauthier, une nouvelle sacristie est construite au nord.
Gravé dans le mur sud de la nef, on trouve les vestiges d'un cadran canonial. Ces cadrans solaires primitifs étaient utilisés par les prêtres pour déterminer le moment dans la journée pour pratiquer certains actes liturgiques.

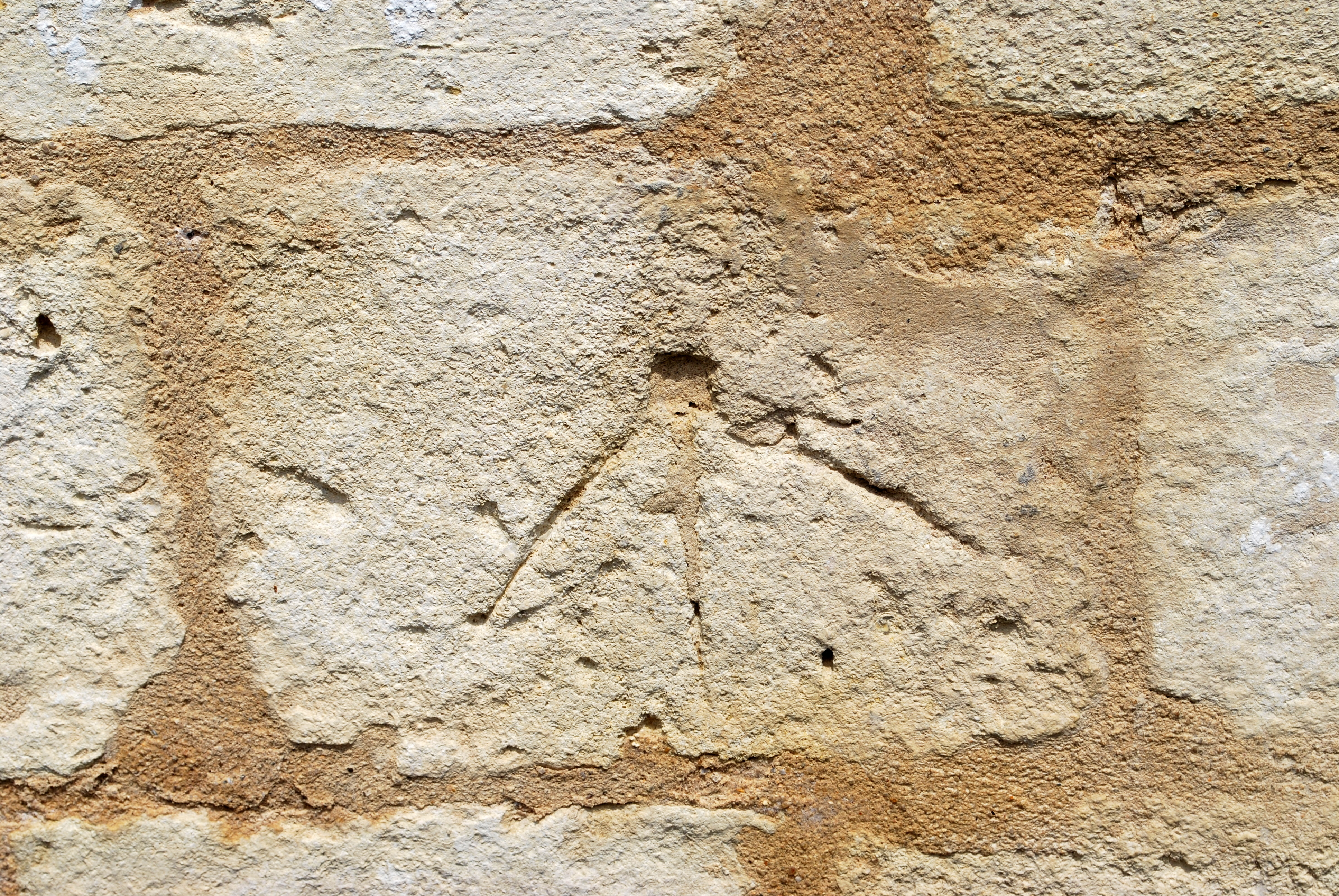
Le cadran canonial
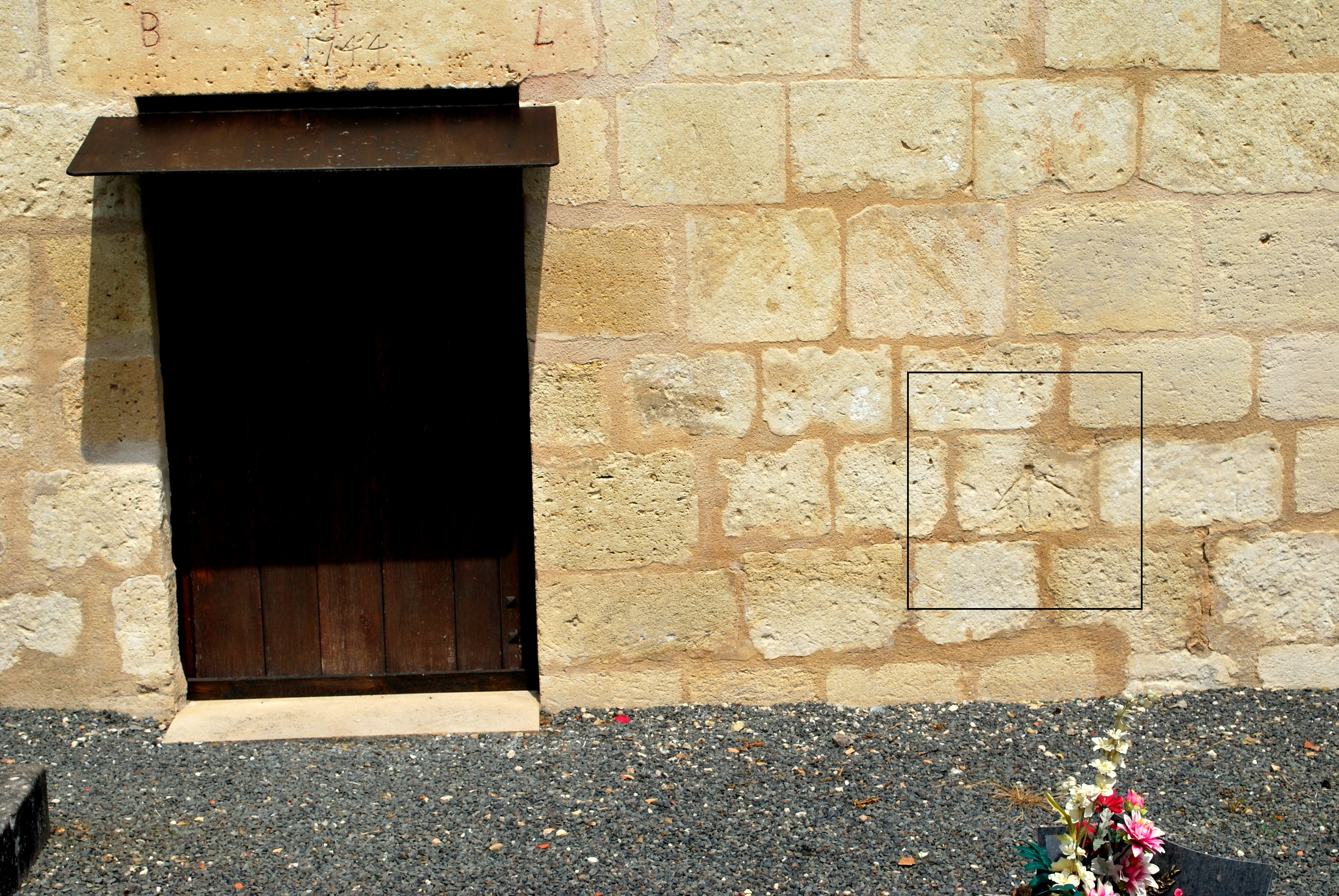
L'emplacement du cadran

### Sauvegarde
Depuis la date supposée de son édification par les Templiers au XIIe siècle, malgré les aléas, l'ancienne chapelle semble avoir bénéficié d'un souci constant de sauvegarde de la part des nombreuses générations qui se sont succédé. Au XXIe siècle, une association créée par une poignée de bénévoles les « Amis de l'Église templière de Marcenais » s'est donné pour objectif de protéger et de remettre en valeur ce précieux patrimoine. C'est ainsi qu'en 2009, avec l'appui de l'association rassemblant de nombreux Mécènes, la commune de Marcenais a lancé un ambitieux programme de restauration auquel l'État, la Région Aquitaine, le département ont également apporté leur concours. Dans le cadre de ces travaux un ensemble de vitraux contemporains a été créé par l'artiste verrier Carlo Roccella